# Pennisetum stramineum
Pennisetum stramineum är en gräsart som beskrevs av Albert Peter. Pennisetum stramineum ingår i släktet borstgräs, och familjen gräs. Inga underarter finns listade i Catalogue of Life.